# Taylor Swift (album)
Taylor Swift este albumul de debut al cântăreței Taylor Swift, lansat pe 24 octombrie 2006 în SUA, și internațional pe 18 martie 2008. Artista se mutase din Pennsylvania în Tennessee în 2004, la doar 14 ani, ca să își înceapă cariera de cântăreață-compozitoare country. A semnat cu casa de discuri Big Machine Records în 2005 și a început să lucreze la primul ei album în primul an de liceu. 
Piesele au fost scrie de Swift, unele împreună cu co-scriitorii Robert Ellis Orrall, Brian Maher, Angelo Petraglia și Liz Rose. Albumul a fost produs de Orrall și Nathan Chapman. Versurile pun în lumină perspectiva lui Taylor asupra vieții de adolescentă, confruntându-se cu iubire, prietenie și nesiguranță. Albumul este în principal country, cu elemente subtile de pop și pop rock, incorporând instrumente precum chitare și banjo-ul.